# Andy (Iraanse zanger)
Andranik Madadian (Teheran 22 april 1958), beter bekend onder zijn artiestennaam Andy, is een Iraanse singer-songwriter en acteur. Hij emigreerde naar de Verenigde Staten en woont momenteel in Los Angeles. Hij zingt in verschillende talen, waaronder Perzisch, Armeens en Engels.
- International Standard Name Identifier: 0000 0000 3675 7591
- Library of Congress Control Number: n2004075868
- MusicBrainz: 70eccad0-2d80-4205-b143-d22cc6cfe1a9
- Virtual International Authority File: 70784066
- WorldCat: E39PBJpYyGrdCQjpgxrWDcp9Dq